# Ренуша
Ренуша (рум. Rănușa) — село у повіті Арад в Румунії. Входить до складу комуни Моняса.
Село розташоване на відстані 372 км на північний захід від Бухареста, 77 км на північний схід від Арада, 109 км на захід від Клуж-Напоки, 108 км на північний схід від Тімішоари.

## Населення
За даними перепису населення 2002 року у селі проживали 272 особи, з них 271 особа (99,6%) румунів. Рідною мовою 271 особа (99,6%) назвала румунську.